# Лабитнангі
Лабитна́нгі (ненец. Лабытнаӈгы, Labytnaŋgy; хант. Лапытнангк) — місто у складі Ямало-Ненецького автономного округу Тюменської області, Росія. Адміністративний центр та єдиний населений пункт Лабитнангського міського округу.

## Географія
Місто розташоване на 10 кілометрів північніше від Полярного кола, на східних схилах Полярного Уралу.  
Місто стоїть на берегах лівої невеликої протоки Вил-Посл (рос. Выл-Посл) річки Об, основна течія протікає за декілька кілометрів з південного сходу. За десять кілометрів на північний схід річка Об впадає в Обську губу Карського моря. 

## Назва
Назва міста Лабитнангі походить від назви хантийського стійбища Лапит нанґк, що виникло на початку XIX століття на березі річки Вил-Посл. Хантийською мовою «лапит» означає «сім», а слово «нанґк» — модрина". У хантийській культурі число «сім» має магічну силу, а дерево модрина є священним деревом для хантів. 

## Історія
На початку XIX століття на березі протоки Вил-Посл з'явилося тимчасове ненецьке поселення, що складалося з кількох чумів. 
Наприкінці 1920-х тут було утворено виробниче товариство, а у 1932-му році виник колгосп. Господарство спеціалізувалося на рибальстві, мисливстві та оленярстві.
У 1948 році до Лабитнангі було проведено залізницю та відкрито станцію (Обський ВТТ та будівництво 501). При будівництві залізниці виникло робітниче поселення. 
15 грудня 1952 поселення отримало статус робітничого селища в складі Приуральського району. 28 вересня 1956 селище увійшло в адміністративне підпорядкування міськраді Салехарда.
На початку 1960-х навколо міста йде освоєння газоконденсатних родовищ, а місто стає перевалочною базою.
5 серпня 1975 поселення отримало статус міста окружного підпорядкування. 
9 квітня 1981 до адміністративного підпорядкування міської ради Лабитнангі було включено робітниче селище Харп, проте з 2004 року селище міського типу входить до складу території муніципального утворення Приуральського району.

## Населення
Населення — 26122 особи (2018, 26936 у 2010, 27304 у 2002).

## Економіка

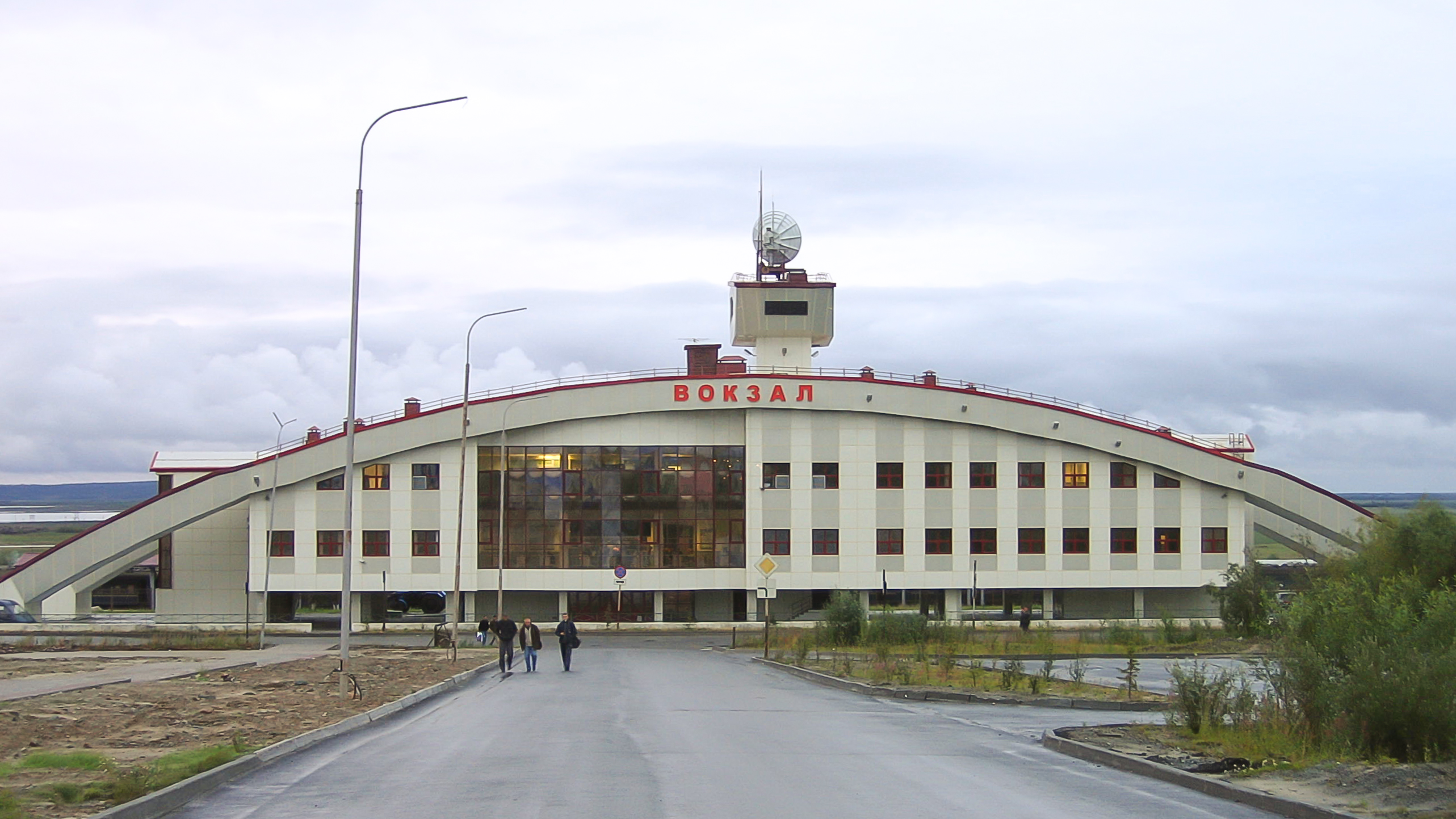
Залізничний вокзал міста.

Навколо міста розвинена лісозаготівля, зокрема в місті діє лісоперевалочна база. Поблизу Лабитнангі видобувають природний газ. 
У Лабитнангі є однойменна залізнична станція — остання на відгалуженні від станції в селищі Сейда, лінія Мікунь—Воркута. Завдяки цій станції було з'єднано залізничну мережу з річковою. Взимку діє автобусне сполучення з Салехардом. 
Діє пристань на лівому березі річки Об, влітку курсує річковий трамвай до Салехарда — центру Ямало-Ненецького автономного округу, що лежить на правому березі на 20 кілометрів південніше. 

## Освіта і наука
У місті працює лабораторія Інституту екології рослин і тварин Уральського наукового центру Російської академії наук. 
Діє 11 загальноосвітніх закладів та школа мистецтв.
З середини 2000-х діє філія Тюменського державного архітектурно-будівельного університету

## Місця позбавлення волі
У місті розташована колонія «Білий Ведмідь», у якій впродовж 2017-2019 років було позбавлено волі українського режисера, російського політв'язня Олега Сенцова.

## Спорт
Працює дитяча юнацька спортивна школа олімпійського резерву імені Т. Ахатової. Вихованка школи — Альбіна Ахатова на олімпіаді 2006 року в Турині здобула золоту та дві бронзові медалі. До цього Ахатова в складі збірних здобувала срібну медаль на олімпіаді 2002 року в Солт-Лейк-Сіті та бронзову олімпіаді 1998 року в Нагано. 